# Piacatu
Piacatu é um município do estado de São Paulo, no Brasil. Sua população estimada pelo IBGE em 2010 era de 5.287 habitantes.

## Topônimo
"Piacatu" é uma palavra tupi “Ver Bem” ou “Coração Bom”, através da junção dos termos py'a ("ver ou coração") e katu ("bom ou bem"). Os índios tupis acreditavam que o fígado era a sede das emoções. Portanto, uma tradução mais contemporânea poderia ser "coração bom", no sentido de o coração ser considerado, simbolicamente, na cultura ocidental, a sede das emoções.

## História

### Formação territorial-administrativa
Histórico da formação do município:
- Antigo povoado de Bela Vista.
- Distrito criado com a denominação de Piacatu, no município de Bilac, pelo Decreto-Lei nº 14.334, de 30/11/1944.
- Município criado pela Lei nº 2.456, de 30/12/1953.

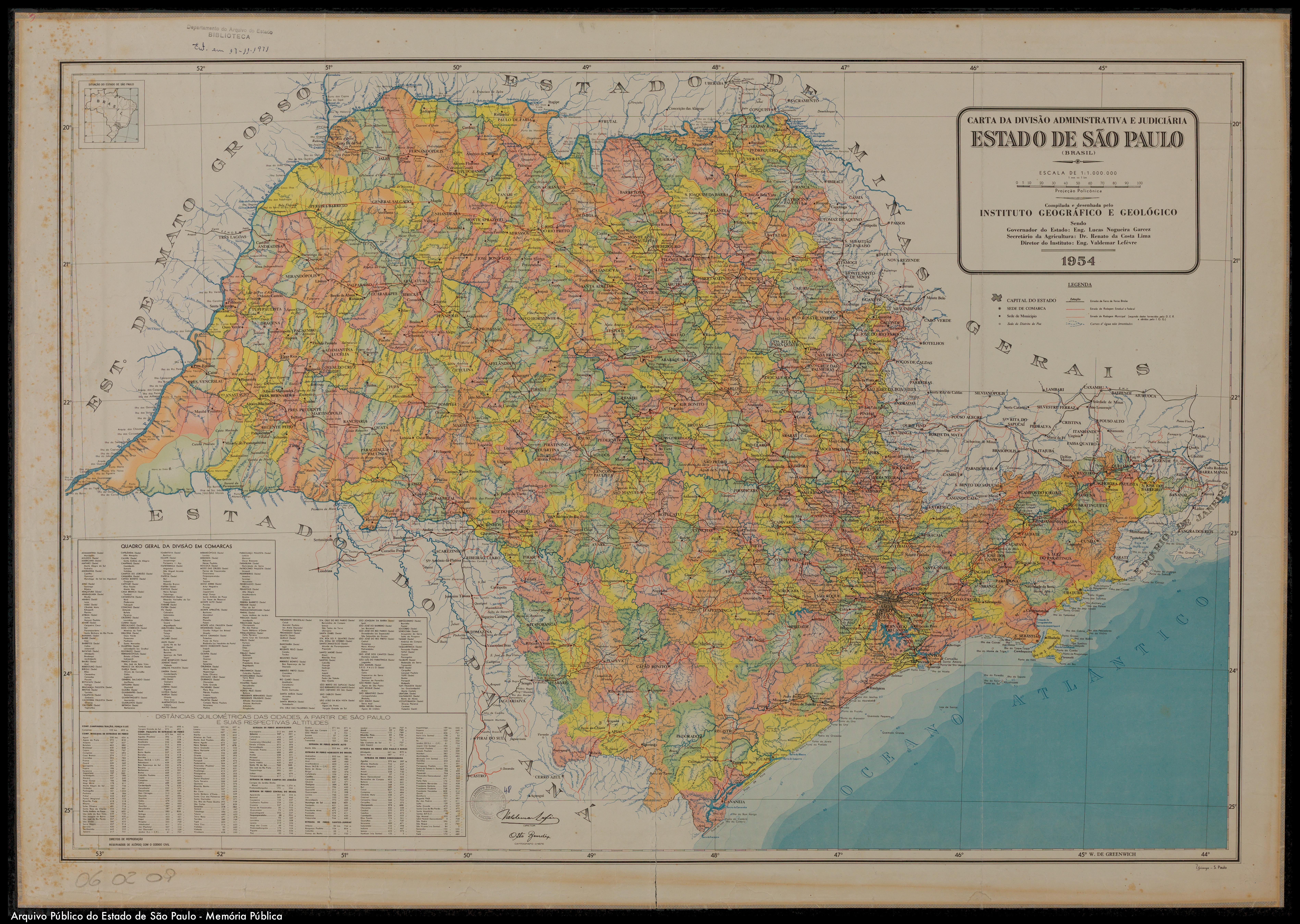
Estado de São Paulo (1953).

## Geografia
Possui uma área de 233,12 km².

### Hidrografia
- Rio Aguapeí

### Rodovias
- SP-425

## Demografia
Dados do Censo - 2010
População Total: 5 283
- Urbana: não divulgado
- Rural: não divulgado
- Homens: não divulgado
- Mulheres: não divulgado

Densidade demográfica (hab./km²): 19,89
Mortalidade infantil até 1 ano (por mil): 16,43
Expectativa de vida (anos): 70,92
Taxa de fecundidade (filhos por mulher): 2,38
Taxa de Alfabetização: 82,66%
Índice de Desenvolvimento Humano (IDH-M): 0,757
- IDH-M Renda: 0,681
- IDH-M Longevidade: 0,765
- IDH-M Educação: 0,824

(Fonte: IPEADATA)

## Infraestrutura

### Comunicações
O sistema de telefones automáticos foi inaugurado na cidade em 1982 pela Telecomunicações de São Paulo (TELESP), que também implantou o sistema de discagem direta à distância (DDD) em 1986 com o código de área (0186). Anteriormente a cidade era atendida pela Companhia de Telecomunicações do Estado de São Paulo (COTESP).
Na década de 90 o código DDD da cidade foi alterado para (018), para padronização do sistema telefônico com a telefonia celular que estava sendo implantada em todo o estado.

## Religião
O Cristianismo se faz presente na cidade da seguinte forma:

### Igreja Católica
- A igreja faz parte da Diocese de Araçatuba.[13]

### Igrejas Evangélicas
- Assembleia de Deus Ministério do Belém.[14][15]
- Congregação Cristã no Brasil.[16]